# Warszawa-Wawer (gmina)
Warszawa-Wawer – dawna gmina miejska (tzw. gmina warszawska) istniejąca w latach 1994–2002  w woj. warszawskim i woj. mazowieckim. Siedziba gminy znajdowała się w warszawskiej dzielnicy Wawer.
Gmina Warszawa-Wawer została utworzona 19 czerwca 1994 roku w woj. warszawskim na mocy ustawy z dnia 25 marca 1994 o ustroju miasta stołecznego Warszawy, w związku z reformą podziału administracyjnego miasta Warszawy, polegającej na przekształceniu dotychczasowych (funkcjonujących od 1990 roku) ośmiu dzielnic-gmin w 11 nowych tzw. gmin warszawskich. 
W związku z reformą administracyjną Polski wchodzącą w życie 1 stycznia 1999 roku, gmina weszła w skład powiatu warszawskiego w nowo utworzonym woj. mazowieckim.
Gminę zniesiono 27 października 2002 roku (łącznie z całym powiatem warszawskim) na mocy ustawy z dnia 15 marca 2002 r. o ustroju miasta stołecznego Warszawy, likwidującej podział Warszawy na gminy, tworząc z niej ponownie jednolitą gminę miejską.
Granice gminy:

Granice administracyjne gmin: Wesoła (zachodnia), Wiązowna (zachodnia) i Józefów (północna) oraz nurt rzeki Wisły, północno-zachodni brzeg kanału Nowa Ulga, południowa strona ul. Ostrobramskiej, południowa-wschodnia strona ul. Marsa, wschodnia strona ul. Rekruckiej, przedłużenie ul. Goździków, północna i wschodnia granica terenów fabrycznych, północna strona ul. Korkowej.